# Wikipédia en altaï méridional
Wikipédia en altaï méridional (en altaï méridional : Тӱштӱк алтай Википедия [Tüštük altay Vikipediya]) est l’édition de Wikipédia en altaï méridional, langue turcique sibérienne parlée dans la république de l'Altaï en Russie. L'édition est lancée en 22 février 2021,,,. Son code est : alt.
Au 21 mars 2025, l'édition en altaï méridional contient 1 102 articles et compte 3 677 contributeurs, dont 15 contributeurs actifs et 2 administrateurs.

## Présentation

Localisation de la république de l'Altaï.
Localisation des langues turciques sibériennes.
Aire de diffusion de l'altaï méridional (en jaune).

## Statistiques
- Le 18 octobre 2024, l'édition en altaï méridional contient 1 097 articles et compte 3 346 contributeurs, dont 14 contributeurs actifs et 2 administrateurs.